# Liga Mistrzów UEFA (2010/2011)/Faza pucharowa
W tej fazie do dalszych etapów turnieju przechodzą zwycięzcy poszczególnych dwumeczów.
    Drużyny rozstawione
    Drużyny nierozstawione
| Grupa | Zwycięzcy grup    | 2. drużyny grup    |
| ----- | ----------------- | ------------------ |
| A     | Tottenham Hotspur | Inter Mediolan     |
| B     | FC Schalke 04     | Olympique Lyon     |
| C     | Manchester United | Valencia CF        |
| D     | FC Barcelona      | FC Kopenhaga       |
| E     | Bayern Monachium  | Roma               |
| F     | Chelsea           | Olympique Marsylia |
| G     | Real Madryt       | Milan              |
| H     | Szachtar Donieck  | Arsenal            |

## 1/8 finału
Zwycięzcy fazy grupowej Ligi Mistrzów zostali rozlosowani przeciwko zespołom, które zajęły 2. miejsca w fazie grupowej. Drużyny z tych samych federacji oraz grup nie mogły zostać zestawione w 1 parze. Pierwsze mecze zostały rozegrane 15 lutego, 16 lutego, 22 lutego, 23 lutego, a rewanże 8 marca, 9 marca, 15 marca, 16 marca.
| Drużyna 1                            | Wynik dwumeczu | Drużyna 2         | Pierwszy mecz | Drugi mecz |
| ------------------------------------ | -------------- | ----------------- | ------------- | ---------- |
| Milan                                | 0:1            | Tottenham Hotspur | 0:1           | 0:0        |
| Valencia CF                          | 2:4            | FC Schalke 04     | 1:1           | 1:3        |
| Arsenal                              | 3:4            | FC Barcelona      | 2:1           | 1:3        |
| Roma                                 | 2:6            | Szachtar Donieck  | 2:3           | 0:3        |
| Olympique Lyon                       | 1:4            | Real Madryt       | 1:1           | 0:3        |
| FC Kopenhaga                         | 0:2            | Chelsea           | 0:2           | 0:0        |
| Inter Mediolan                       | 3:3 (b.wyj.)   | Bayern Monachium  | 0:1           | 3:2        |
| Olympique Marsylia                   | 2:1            | Manchester United | 0:0           | 2:1        |
| Po lewej gospodarz pierwszego meczu. |                |                   |               |            |

### Pierwsze mecze
| 1 15 lutego 2011 20:45 CET | Milan | 0:1(0:0)Raport | Tottenham Hotspur · 80' Crouch | San Siro, Mediolan Widzów: 75 652 Sędzia: Stephane Lannoy |
|                            |       |                |                                |                                                           |

| 2 15 lutego 2011 20:45 CET | Valencia CF · Soldado 17' | 1:1(1:0)Raport | FC Schalke 04 · 64' Raúl | Estadio Mestalla, Walencja Widzów: 42 703 Sędzia: Aleksiej Nikołajew |
|                            |                           |                |                          |                                                                      |

| 3 16 lutego 2011 20:45 CET | Arsenal · van Persie 78' · Arszawin 83' | 2:1(0:1)Raport | FC Barcelona · 26' Villa | Emirates Stadium, Londyn Widzów: 59 927 Sędzia: Nicola Rizzoli |
|                            |                                         |                |                          |                                                                |

| 4 16 lutego 2010 20:45 CET | Roma · Perrotta 28' · Ménez 61' | 2:3(1:3)Raport | Szachtar Donieck · 29' Jádson · 35' Douglas · 42' L.Adriano | Stadio Olimpico, Rzym Widzów: 35 873 Sędzia: Olegário Benquerença |
|                            |                                 |                |                                                             |                                                                   |

| 5 22 lutego 2011 20:45 CET | Olympique Lyon · Gomis 83' | 1:1(0:0)Raport | Real Madryt · 65' Benzema | Stade de Gerland, Lyon Widzów: 40 299 Sędzia: Wolfgang Stark |
|                            |                            |                |                           |                                                              |

| 6 22 lutego 2011 20:45 CET | FC Kopenhaga | 0:2(0:1)Raport | Chelsea · 17', 54' Anelka | Parken, Kopenhaga Widzów: 36 713 Sędzia: Björn Kuipers |
|                            |              |                |                           |                                                        |

| 7 23 lutego 2011 20:45 CET | Inter Mediolan | 0:1(0:0)Raport | Bayern Monachium · 90' Gómez | San Siro, Mediolan Widzów: 75 925 Sędzia: Viktor Kassai |
|                            |                |                |                              |                                                         |

| 8 23 lutego 2011 20:45 CET | Olympique Marsylia | 0:0(0:0)Raport | Manchester United | Stade Vélodrome, Marsylia Widzów: 57 975 Sędzia: Felix Brych |
|                            |                    |                |                   |                                                              |

### Rewanże
| 1 9 marca 2011 20:45 CET | Tottenham Hotspur | 0:0(0:0)Raport | Milan | White Hart Lane, Londyn Widzów: 34 320 Sędzia: Frank De Bleeckere |
|                          |                   |                |       |                                                                   |

| 2 9 marca 2011 20:45 CET | FC Schalke 04 · Farfán 40', 90+4' · Gavranović 52' | 3:1(1:1)Raport | Valencia CF · 18' Costa | Veltins-Arena, Gelsenkirchen Widzów: 53 517 Sędzia: Jonas Eriksson |
|                          |                                                    |                |                         |                                                                    |

| 3 8 marca 2011 20:45 CET | FC Barcelona · Messi 45+3', 71' (k) · Xavi 69' | 3:1(1:0)Raport | Arsenal · 53' (sam.) Busquets | Camp Nou, Barcelona Widzów: 95 486 Sędzia: Massimo Busacca |
|                          |                                                |                |                               |                                                            |

| 4 8 marca 2011 20:45 CET | Szachtar Donieck · Willian 18', 58' · Eduardo 87' | 3:0(1:0)Raport | Roma | Donbas Arena, Donieck Widzów: 46 543 Sędzia: Howard Webb |
|                          |                                                   |                |      |                                                          |

| 5 16 marca 2011 20:45 CET | Real Madryt · Marcelo 37' · Benzema 66' · Di María 76' | 3:0(1:0)Raport | Olympique Lyon | Estadio Santiago Bernabéu, Madryt Widzów: 70 034 Sędzia: Damir Skomina |
|                           |                                                        |                |                |                                                                        |

| 6 16 marca 2011 20:45 CET | Chelsea | 0:0(0:0)Raport | FC Kopenhaga | Stamford Bridge, Londyn Widzów: 36 454 Sędzia: Svein Oddvar Moen |
|                           |         |                |              |                                                                  |

| 7 15 marca 2011 20:45 CET | Bayern Monachium · Gómez 21' · Müller 30' | 2:3(2:1)Raport | Inter Mediolan · 4' Eto’o · 63' Sneijder · 88' Pandev | Allianz Arena, Monachium Widzów: 66 000 Sędzia: Pedro Proença |
|                           |                                           |                |                                                       |                                                               |

| 8 15 marca 2011 20:45 CET | Manchester United · Hernández 5', 75' | 2:1(1:0)Raport | Olympique Marsylia · 84' (sam.) Brown | Old Trafford, Manchester Widzów: 73 996 Sędzia: Carlos Velasco Carballo |
|                           |                                       |                |                                       |                                                                         |

## 1/4 finału
Od tej rundy pary były rozlosowane niezależnie od przynależności drużyn do poszczególnych federacji oraz pozycji zajętej w fazie grupowej. Pierwsze mecze zostały rozegrane 5 kwietnia i 6 kwietnia, rewanże – 12 i 13 kwietnia 2011.
| Drużyna 1                            | Wynik dwumeczu | Drużyna 2         | Pierwszy mecz | Drugi mecz |
| ------------------------------------ | -------------- | ----------------- | ------------- | ---------- |
| Real Madryt                          | 5:0            | Tottenham Hotspur | 4:0           | 1:0        |
| Chelsea                              | 1:3            | Manchester United | 0:1           | 1:2        |
| FC Barcelona                         | 6:1            | Szachtar Donieck  | 5:1           | 1:0        |
| Inter Mediolan                       | 3:7            | FC Schalke 04     | 2:5           | 1:2        |
| Po lewej gospodarz pierwszego meczu. |                |                   |               |            |

### Pierwsze mecze
| 1 5 kwietnia 2011 20:45 CET | Real Madryt · Adebayor 4', 56' · Di María 72' · Ronaldo 87' | 4:0(1:0)Raport | Tottenham Hotspur | Santiago Bernabéu, Madryt Widzów: 71 657 Sędzia: Felix Brych |
|                             |                                                             |                |                   |                                                              |

| 2 5 kwietnia 2011 20:45 CET | Inter Mediolan · Stanković 1' · Milito 34' | 2:5(2:2)Raport | FC Schalke 04 · 17' Matip · 40', 75' Edu · 53' Raúl · 57' (sam.) Ranocchia | San Siro, Mediolan Widzów: 72 770 Sędzia: Martin Atkinson |
|                             |                                            |                |                                                                            |                                                           |

| 3 6 kwietnia 2011 20:45 CET | Chelsea | 0:1(0:1)Raport | Manchester United · 24' Rooney | Stamford Bridge, Londyn Widzów: 37 915 Sędzia: Alberto Undiano Mallenco |
|                             |         |                |                                |                                                                         |

| 4 6 kwietnia 2010 20:45 CET | FC Barcelona · Iniesta 2' · Alves 34' · Piqué 53' · Keita 61' · Xavi 86' | 5:1(2:0)Raport | Szachtar Donieck · 60' Rakicki | Camp Nou, Barcelona Widzów: 86 518 Sędzia: Carlos Velasco Carballo |
|                             |                                                                          |                |                                |                                                                    |

### Rewanże
| 1 13 kwietnia 2011 20:45 CET | Tottenham Hotspur | 0:1(0:0)Raport | Real Madryt · 50' Ronaldo | White Hart Lane, Londyn Widzów: 34 311 Sędzia: Nicola Rizzoli |
|                              |                   |                |                           |                                                               |

| 2 13 kwietnia 2011 20:45 CET | FC Schalke 04 · Raúl 45' · Höwedes 82' | 2:1(1:0)Raport | Inter Mediolan · 49' Motta | Veltins-Arena, Gelsenkirchen Widzów: 54 142 Sędzia: Damir Skomina |
|                              |                                        |                |                            |                                                                   |

| 3 12 kwietnia 2011 20:45 CET | Manchester United · Hernández 43' · Park 78' | 2:11:0Raport | Chelsea F.C. · 77' Drogba | Old Trafford, Manchester Widzów: 74 672 Sędzia: Olegário Benquerença |
|                              |                                              |              |                           |                                                                      |

| 4 12 kwietnia 2011 20:45 CET | Szachtar Donieck | 0:1(0:1)Raport | FC Barcelona · 43' Messi | Donbas Arena, Donieck Widzów: 51 759 Sędzia: Florian Meyer |
|                              |                  |                |                          |                                                            |

## 1/2 finału
Pierwsze mecze zostały rozegrane 26 i 27 kwietnia, rewanże – 3 i 4 maja 2011.
| Drużyna 1                            | Wynik dwumeczu | Drużyna 2         | Pierwszy mecz | Drugi mecz |
| ------------------------------------ | -------------- | ----------------- | ------------- | ---------- |
| FC Schalke 04                        | 1:6            | Manchester United | 0:2           | 1:4        |
| Real Madryt                          | 1:3            | FC Barcelona      | 0:2           | 1:1        |
| Po lewej gospodarz pierwszego meczu. |                |                   |               |            |

### Pierwsze mecze
| 1 26 kwietnia 2011 20:45 CET | FC Schalke 04 | 0:2(0:0)Raport | Manchester United · 67' Ryan Giggs · 69' Wayne Rooney | Veltins-Arena, Gelsenkirchen Widzów: 54 142 Sędzia: Carlos Velasco Carballo |
|                              |               |                |                                                       |                                                                             |

| 2 27 kwietnia 2011 20:45 CET | Real Madryt | 0:2(0:0)Raport | FC Barcelona · 76', 87' Lionel Messi | Estadio Santiago Bernabéu, Madryt Widzów: 71 567 Sędzia: Wolfgang Stark |
|                              |             |                |                                      |                                                                         |

### Rewanże
| 1 3 maja 2011 20:45 CET | FC Barcelona · Pedro Rodríguez 54' | 1:1(0:0)Raport | Real Madryt · 64' Marcelo | Camp Nou, Barcelona Widzów: 95 701 Sędzia: Frank De Bleeckere |
|                         |                                    |                |                           |                                                               |

| 2 4 maja 2011 20:45 CET | Manchester United · Antonio Valencia 26' · Darron Gibson 32' · Anderson 72', 76' | 4:1(2:1)Raport | FC Schalke 04 · Jurado 35' | Old Trafford, Manchester Widzów: 74 687 Sędzia: Pedro Proença |
|                         |                                                                                  |                |                            |                                                               |

## Finał
| 28 maja 2011 20:45 CET | FC Barcelona · Pedro Rodríguez 27' · Lionel Messi 54' · David Villa 69' | 3:1(1:1)Raport | Manchester United F.C. · Wayne Rooney 34' | Stadion Wembley, Londyn Widzów: 87 695 Sędzia: Viktor Kassai |
|                        |                                                                         |                |                                           |                                                              |